# Їржі Тлустий
Їржі Тлустий (чеськ. Jiří Tlustý, нар. 16 березня 1988, Слани) — чеський хокеїст, що грав на позиції крайнього нападника. Грав за збірну команду Чехії.

## Ігрова кар'єра
Хокейну кар'єру розпочав на батьківщині 2003 року виступами за команду «Рабат» (Кладно).
2006 року був обраний на драфті НХЛ під 13-м загальним номером командою «Торонто Мейпл-Ліфс». 
У сезоні 2006–07 років розпочав виступи в Північній Америці спочатку за клуб «Су-Сент-Марі Грейхаунд» (ОХЛ), а згодом за фарм-клуб «Мейпл-Ліфс» «Торонто Марліс». У сезоні 2007–08 Їржі потрапив до літнього табору «кленових» відіграв кілька матчів але знову сезон розпочав у складі «Торонто Марліс». 25 жовтня Тлустий дебютував у грі проти «Піттсбург Пінгвінс» та відзначився двома голами.
15 січня 2009 Їржі у матчі проти «Кароліна Гаррікейнс» зробив три результативні передачі. Цей сезон чех все одно завершив у складі «Торонто Марліс».
3 грудня 2009 чеха обміняли на гравця «Кароліна Гаррікейнс». 11 грудня у першій грі в складі «ураганів» Їржі відзначився голом у ворота клубу «Вашингтон Кепіталс». 1 липня 2010 Тлустий та «урагани» уклали однорічну угоду, через рік сторони продовжиликонтракт ще на один сезон.
У сезоні 2011–12 чех відіграв 79 матчів в яких набрав 36 очок.
Під час локауту Їржі захищав кольори рідного клубу «Кладно». Повернувшись до «Кароліна Гаррікейнс» він грав в одній ланці разом з Еріком Стаалом та росіянином Олександром Сьоміним.
25 лютого 2015 чех був проданий до клубу «Вінніпег Джетс».
16 вересня 2015 Тлустий уклав однорічний контракт з «Нью-Джерсі Девілс».
Як вільний агент він погодився на пропозицію «Колорадо Аваланч» але він не пройшов первинний медичний огляд та не здав фізичний тест.
31 жовтня 2016 він уклав контракт з фінським клубом «Кярпят» але через травми завершив свою ігрову кар'єру наприкінці 2016 року.
Загалом провів 450 матчів у НХЛ, включаючи 4 гри плей-оф Кубка Стенлі.
Був гравцем молодіжної збірної Чехії, у складі якої брав участь у 23 іграх. Виступав за дорослу збірну Чехії, на головних турнірах світового хокею провів 8 ігор в її складі.

## Статистика

### Клубні виступи
| Сезон        | Клуб                     | Ліга         | Регулярний сезон | Регулярний сезон | Регулярний сезон | Регулярний сезон | Регулярний сезон | Плей-оф | Плей-оф | Плей-оф | Плей-оф | Плей-оф |
| Сезон        | Клуб                     | Ліга         | І                | Г                | П                | О                | ШХ               | І       | Г       | П       | О       | ШХ      |
| ------------ | ------------------------ | ------------ | ---------------- | ---------------- | ---------------- | ---------------- | ---------------- | ------- | ------- | ------- | ------- | ------- |
| 2003–04      | «Рабат» (Кладно)         | ЧЕ U20       | 51               | 10               | 3                | 13               | 12               | 1       | 0       | 0       | 0       | 0       |
| 2004–05      | «Рабат» (Кладно)         | ЧЕ U20       | 42               | 15               | 12               | 27               | 54               | 10      | 2       | 2       | 4       | 8       |
| 2005–06      | «Рабат» (Кладно)         | ЧЕ U20       | 6                | 4                | 2                | 6                | 2                | 6       | 7       | 6       | 13      | 6       |
| 2005–06      | «Рабат» (Кладно)         | ЧЕ           | 44               | 7                | 3                | 10               | 51               | —       | —       | —       | —       | —       |
| 2006–07      | «Су-Сент-Марі Грейхаунд» | ОХЛ          | 37               | 13               | 21               | 34               | 28               | 13      | 9       | 8       | 17      | 14      |
| 2006–07      | «Торонто Марліс»         | АХЛ          | 6                | 3                | 1                | 4                | 4                | —       | —       | —       | —       | —       |
| 2007–08      | «Торонто Марліс»         | АХЛ          | 14               | 7                | 11               | 18               | 8                | 19      | 2       | 8       | 10      | 8       |
| 2007–08      | «Торонто Мейпл-Ліфс»     | НХЛ          | 58               | 10               | 6                | 16               | 14               | —       | —       | —       | —       | —       |
| 2008–09      | «Торонто Мейпл-Ліфс»     | НХЛ          | 14               | 0                | 4                | 4                | 0                | —       | —       | —       | —       | —       |
| 2008–09      | «Торонто Марліс»         | АХЛ          | 66               | 25               | 41               | 66               | 26               | 6       | 1       | 2       | 3       | 2       |
| 2009–10      | «Торонто Мейпл-Ліфс»     | НХЛ          | 2                | 0                | 0                | 0                | 0                | —       | —       | —       | —       | —       |
| 2009–10      | «Торонто Марліс»         | АХЛ          | 19               | 8                | 7                | 15               | 4                | —       | —       | —       | —       | —       |
| 2009–10      | «Кароліна Гаррікейнс»    | НХЛ          | 18               | 1                | 5                | 6                | 6                | —       | —       | —       | —       | —       |
| 2009–10      | «Олбані Рівер-Ретс»      | АХЛ          | 20               | 6                | 9                | 15               | 10               | 5       | 0       | 1       | 1       | 0       |
| 2010–11      | «Шарлотт Чекерс»         | АХЛ          | 5                | 1                | 1                | 2                | 4                | —       | —       | —       | —       | —       |
| 2010–11      | «Кароліна Гаррікейнс»    | НХЛ          | 57               | 6                | 6                | 12               | 14               | —       | —       | —       | —       | —       |
| 2011–12      | «Кароліна Гаррікейнс»    | НХЛ          | 79               | 17               | 19               | 36               | 26               | —       | —       | —       | —       | —       |
| 2012–13      | «Кладно»                 | ЧЕ           | 24               | 12               | 11               | 23               | 12               | —       | —       | —       | —       | —       |
| 2012–13      | «Кароліна Гаррікейнс»    | НХЛ          | 48               | 23               | 15               | 38               | 18               | —       | —       | —       | —       | —       |
| 2013–14      | «Кароліна Гаррікейнс»    | НХЛ          | 68               | 16               | 14               | 30               | 22               | —       | —       | —       | —       | —       |
| 2014–15      | «Кароліна Гаррікейнс»    | НХЛ          | 52               | 13               | 10               | 23               | 16               | —       | —       | —       | —       | —       |
| 2014–15      | «Вінніпег Джетс»         | НХЛ          | 20               | 1                | 7                | 8                | 4                | 4       | 0       | 0       | 0       | 0       |
| 2015–16      | «Нью-Джерсі Девілс»      | НХЛ          | 30               | 2                | 2                | 4                | 6                | —       | —       | —       | —       | —       |
| 2016–17      | «Кярпят»                 | Лійга        | 14               | 1                | 4                | 5                | 4                | —       | —       | —       | —       | —       |
| Усього в АХЛ | Усього в АХЛ             | Усього в АХЛ | 130              | 50               | 70               | 120              | 56               | 30      | 3       | 11      | 14      | 10      |
| Усього в НХЛ | Усього в НХЛ             | Усього в НХЛ | 446              | 89               | 88               | 177              | 126              | 4       | 0       | 0       | 0       | 0       |

### Збірна
| Рік                | Команда            | Турнір             | Місце              | І  | Г  | П | О  | ШХ |
| ------------------ | ------------------ | ------------------ | ------------------ | -- | -- | - | -- | -- |
| 2005               | Чехія              | U17                | 7-е                | 5  | 5  | 4 | 9  | 4  |
| 2005               | Чехія              | ЮЧС18              | 4-е                | 7  | 3  | 0 | 3  | 2  |
| 2006               | Чехія              | ЮЧС18              | 3                  | 7  | 4  | 3 | 7  | 8  |
| 2006               | Чехія              | МЧС                | 6-е                | 4  | 0  | 0 | 0  | 0  |
| 2013               | Чехія              | ЧС                 | 7-е                | 8  | 1  | 3 | 4  | 8  |
| Молодіжна збірна   | Молодіжна збірна   | Молодіжна збірна   | Молодіжна збірна   | 23 | 12 | 7 | 19 | 14 |
| Національна збірна | Національна збірна | Національна збірна | Національна збірна | 8  | 1  | 3 | 4  | 8  |